# Ikaruga
Ikaruga (jap. 斑鳩町 Ikaruga-chō) – miasto w Japonii, na wyspie Honsiu, w prefekturze Nara. Według danych na rok 2020 miejscowość zamieszkiwało 27 587 mieszkańców , a gęstość zaludnienia wyniosła 1933,2 os./km².